# Skwary (Mazovie)
Pour les articles homonymes, voir Skwary.
Skwary (prononciation : [ˈskfarɨ]) est un village polonais de la gmina de Naruszewo dans le powiat de Płońsk de la voïvodie de Mazovie dans le centre-est de la Pologne.

## Histoire
De 1975 à 1998, le village appartenait administrativement à la voïvodie de Ciechanów.